# Coelorinchus macrolepis
Coelorinchus macrolepis és una espècie de peix de la família dels macrúrids i de l'ordre dels gadiformes. Va ser descrit per Charles Henry Gilbert i Carl L. Hubbs el 1920.
És un peix bentopelàgic i marí d'aigües tropicals. Es troba a les Filipines.